# 阮德心
阮德心（1920年7月28日—2010年7月29日），越南共產黨黨員，越共四、五、六屆中央委員，期間曾擔任越共中央組織部部長。